# Kolonia (powiat kartuski)
Kolonia, dodatkowa nazwa w języku kaszubskim Kòloniô (niem. Wilhelmshuld) – wieś kaszubska w Polsce, położona w województwie pomorskim, w powiecie kartuskim, w gminie Kartuzy na obrzeżach Kaszubskiego Parku Krajobrazowego.
W latach 1975–1998 miejscowość należała administracyjnie do województwa gdańskiego.

## Integralne części wsi
| SIMC    | Nazwa         | Rodzaj    |
| ------- | ------------- | --------- |
| 0163328 | Borowiec      | część wsi |
| 0163334 | Chojna        | część wsi |
| 0163340 | Diable Kopyto | część wsi |

## Historia

### Pruskie początki
Za panowania króla Fryderyka Wilhelma III Hohenzollerna, ok. 1800 roku, w królewskich lasach przy drodze z Będargowa do Młyńska osiedlili się koloniści z dalekiego Schwarzwaldu. Założyli wieś i nazwali ją na cześć swojego sponsora Wilhelmshuld („Łaska Wilhelma”). Las wówczas sięgał po Reszkową Górę, istniejące już Lesińce, Głusino, Nowinki, Bagielnicę, Wiesental i Otalżyno. Wieś w całości powstała na karczowiskach. Otrzymali pas lasu 4 na 1–1,5 km. Ulicowa osada szybko się rozwijała. W 1802 roku stał już rząd domów po wschodniej stronie drogi od Młyńska po dzisiejsze Kółko. Przez wieś przechodziła droga główna z Mirachowa przez Pomieczyno do Gdańska. Teren wsi jest płaski, nieznacznie tylko wznosi się ku południu, gdzie między Młyńskiem i Jeziorem Łąkie osiąga wysokość 204,3 m. Na obszarze gromady znajduje się wiele błot i bagien. Koloniści, mimo że byli tu z „łaski Wilhelma”, szybko kaszubieli, a nawet przechodzili na katolicyzm.
W 1820 roku we wsi było 141 mieszkańców, a w 1865 roku żyło tu już 371 ludzi. Powierzchnia całkowita wynosiła 1565 mórg. W tymże roku we wsi było 51 właścicieli, 73 kawałki własnościowe i 43 domy mieszkalne. Powstało jedno wybudowanie na północy przy granicy z Głusinem – dzisiejsze zamieszkanie Selonki Leona – i dwa na południu.

### Ewangelicy w Kolonii
Przy tak szybkim rozwoju z założenia ewangelickiej wsi myślano nad budową niemieckiego kościoła. Od początku wieku ewangeliccy koloniści sprowadzali pastora z prowincji Pomorze (z Łebuni lub Bukowiny). Od 1852 roku nabożeństwa zaczął sprawować kartuski pastor Carnuth w budynku szkolnym. Zaś kartuski starosta Mauwe podjął starania o budowę ewangelickiego kościoła parafialnego w Kolonii. Z tego też powodu w 1859 roku założono dla tej wsi księgi parafialne. Powstał też istniejący do dzisiaj cmentarz ewangelicki zwany Cerpiskiem. Jednak mirachowski właściciel ziemski Hering zapobiegł budowie tej świątyni. Postawił ją u siebie w Mirachowie. Tamtejszy kościół poświęcono w 1860 roku.

### Szkoła w Kolonii
Kolońska szkoła istniała już co najmniej w 1852 roku. W 1879 roku była ona dwuklasowa i symultatywna, czyli na przemian uczyły się w niej dzieci ewangelickie i katolickie. Chodziły tu także dzieci z Głusina, Nowinek i przez pewien czas z Sianowskiej Huty. Dwóch nauczycieli uczyło 45 ewangelików i 69 katolików. Taka sytuacja utrzymywała się do 1920 roku.

### Statystyki
W 1873 roku w Kolonii żyło 349 ludzi w 69 rodzinach. Trzymali 12 koni, 146 krów, 113 owiec, 29 świń, 20 uli. Kozy nie było tu żadnej. W 1892 roku 63 posiadające chowę rodziny liczyły 378 członków. W 1905 roku w Kolonii istniała już kaszubska większość, stało tu 50 domów z 379 mieszkańcami. Ewangelików niemieckojęzycznych było 131, 248 katolików, 10 mówiło także po niemiecku, a reszta po kaszubsku. W 1920 roku Niemców było 144, a Kaszubów już było 287 (razem 431). W 1912 roku hodowano w Kolonii 131 gęsi i 1050 kur. W 1913 roku we wsi było 41 koni, 155 krów, 8 owiec, 235 świń, 7 kóz i 12 uli pszczelich. Także i tu jest widoczna nagła wymiana owiec na świnie. W 1913 roku rosły tu 232 jabłonie, 259 grusze, 328 śliwy i 583 wiśnie. Całkowita powierzchnia wsi wynosiła 400 ha.
30 września 1921 roku w Kolonii stały 52 domy mieszkalne i 1 „inny” budynek zamieszkany. We wsi żyło 188 mężczyzn i 224 kobiety. Katolików 297 i 114 ewangelików. Narodowość polską podało 387 osób, a niemiecką 25. Z podań ustnych wiadomo, że Niemców było znacznie więcej. W tych latach wojen i plebiscytów bano się wysiedleń lub innych trudności. W 1943 roku we wsi Wilhelmshuld mieszkały 423 osoby.

### Druga połowa XX wieku
Po II wojnie światowej wielu Niemców zostało wysiedlonych z Kolonii do Szlezwiku i Hamburga. Wieś z rolniczej przeradzała się w chłoporobotniczą. Powstało kółko rolnicze, „Punkt”, w którym m.in. w 1975 roku Władysław Gołąbek wykonał okna dla przebudowanego kościoła w Lini. Rodzina Kobielów zasłynęła ze stolarki i ciesielki sakralnej. Zrekonstruowali barokowy kościół we wdzydzkim skansenie. Organizatorem i pierwszym dyrektorem zakładów ceramicznych w Łubianie był kolończyk Benedykt Karczewski. W Kolonii działała też straż pożarna. W kolońskiej szkole w letnie wakacje odbywają się rekolekcje oazowe, którym sprzyja środowisko naturalne i bliskość sianowskiego sanktuarium Matki Boskiej Królowej Kaszub.